# Vlag van Merelbeke
De vlag van Merelbeke werd door de gemeenteraad op 14 februari 1991 officieel vastgesteld als de gemeentelijke vlag van de Oost-Vlaamse gemeente Merelbeke. Op 11 juni 1991 werd hij door het Bestuur van Vlaanderen bevestigd en uiteindelijk gepubliceerd op 25 september 1991 in het officiële Belgisch Staatsblad.
Officieel wordt de vlag beschreven als:
Geel met een zwarte leeuw, geklauwd en getongd van rood, en een rood uitgeschulpt omboordsel.
De vlag is volledig gebaseerd op het gemeentewapen en ziet er dus helemaal hetzelfde uit. De leeuw zijn ontleend uit de Vlaamse vlag.
In 2025 is Merelbeke samen met Melle opgegaan in de gemeente Merelbeke-Melle. De vlag is daardoor als gemeentevlag komen te vervallen.

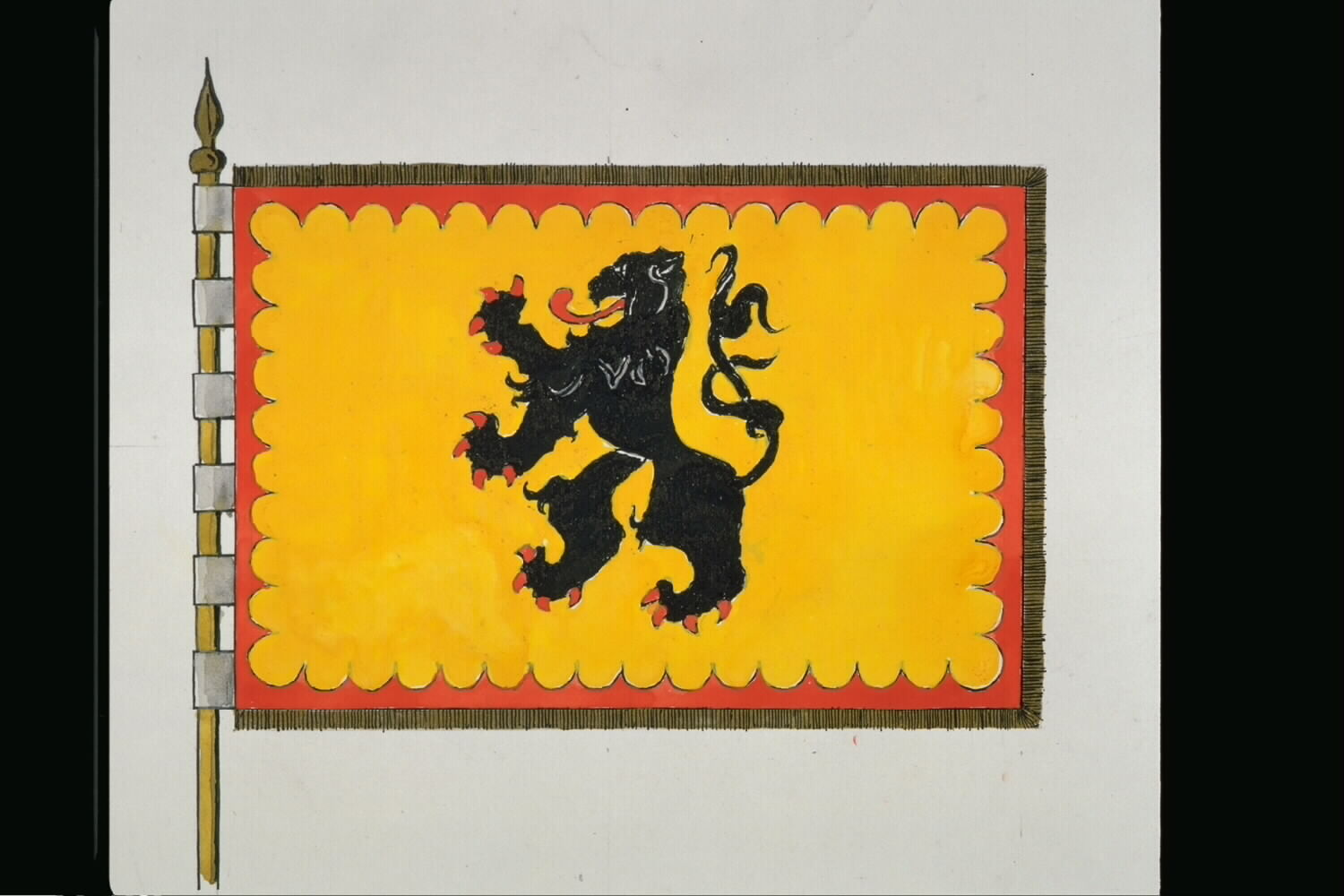
Officiële tekening van de vlag
Vlag van Vlaanderen